# El futuro es mujer
El futuro es mujer (título original en italiano: Il futuro è donna) es una película italiana de 1984 dirigida por Marco Ferreri y protagonizada por Hanna Schygulla y Ornella Muti.

## Sinopsis
En un concurrido club nocturno, Malvina, una joven embarazada, es acosada por un grupo de hombres. Anna,, una mujer presente en el sitio, la salva de la agresión y la lleva a su casa, donde vive con su pareja Gordon. Se establece entonces una extraña relación romántica y sexual entre los tres, propiciada aparentemente por el deseo de Anna de tener una familia, ya que nunca ha podido engendrar hijos con su pareja.

## Reparto
- Hanna Schygulla: Anna
- Ornella Muti: Malvina
- Niels Arestrup: Gordon
- Isabella Biagini: amiga de Anna
- Maurizio Donadoni: Sergio
- Michele Bovenzi: el capo
- Ute Cremer: Tiziana